# Satyapriya Banerjee
Satyapriya Banerjee (1893-1957) est un homme politique et syndicaliste indien, membre de l'Assemblée législative du Bengale de 1937 à 1945 et membre de l'Assemblée législative centrale de 1946 à 1947.